# شریف‌آباد (انار)
شریف‌آباد روستایی در  امین شهر  شهرستان انار استان کرمان ایران است.

## جمعیت
بر پایه سرشماری عمومی نفوس و مسکن در سال ۱۳۹۵ جمعیت این مکان این روستا بدون جمعیت بوده‌است.